# Queen's Club Championships 1999 - Qualificazioni doppio
Le qualificazioni del doppio ai Queen's Club Championships 1999 sono state un torneo di tennis preliminare per accedere alla fase finale della manifestazione. I vincitori dell'ultimo turno sono entrati di diritto nel tabellone principale. In caso di ritiro di uno o più giocatori aventi diritto a questi sono subentrati i lucky loser, ossia i giocatori che hanno perso nell'ultimo turno ma che avevano una classifica più alta rispetto agli altri partecipanti che avevano comunque perso nel turno finale.
Le qualificazioni del doppio del torneo Queen's Club Championships 1999 prevedevano 8 coppie partecipanti di cui 2 sono entrate nel tabellone principale.

## Teste di serie
1. Tom Kempers /  Michael Kohlmann (primo turno)
2. Neville Godwin /  Mark Keil (ultimo turno)

1. Jeff Coetzee /  Grant Silcock (ultimo turno)
2. David DiLucia /  Paul Goldstein (primo turno)

## Qualificati
1. Ben Ellwood  /   Michael Hill

1. Maurice Ruah  /   André Sá

## Tabellone

### Legenda
| - Q = Qualificato - WC = Wild card - LL = Lucky loser | - ALT = Alternate - SE = Special Exempt - PR = Protected Ranking | - w/o = Walkover - r = Ritirato - d = Squalificato |

### Sezione 1
|  | Primo turno | Primo turno                  | Primo turno                  | Primo turno | Primo turno |  |  | Ultimo turno | Ultimo turno               | Ultimo turno               | Ultimo turno | Ultimo turno |  |
|  |             |                              |                              |             |             |  |  |              |                            |                            |              |              |  |
|  |             | Ben Ellwood Michael Hill     | Ben Ellwood Michael Hill     | 6           | 7           |  |  |              |                            |                            |              |              |  |
|  | 1           | Tom Kempers Michael Kohlmann | Tom Kempers Michael Kohlmann | 4           | 5           |  |  |              | Ben Ellwood Michael Hill   | Ben Ellwood Michael Hill   | 7            | 6            |  |
|  | 3           | Jeff Coetzee Grant Silcock   | Jeff Coetzee Grant Silcock   | 7           | 7           |  |  | 3            | Jeff Coetzee Grant Silcock | Jeff Coetzee Grant Silcock | 5            | 3            |  |
|  |             | Barry Cowan Chris Wilkinson  | Barry Cowan Chris Wilkinson  | 6           | 6           |  |  |              |                            |                            |              |              |  |

### Sezione 2
|  | Primo turno | Primo turno                  | Primo turno               | Primo turno | Primo turno |  |  | Ultimo turno | Ultimo turno             | Ultimo turno             | Ultimo turno | Ultimo turno |  |
|  |             |                              |                           |             |             |  |  |              |                          |                          |              |              |  |
|  | 2           | Neville Godwin Mark Keil     | Neville Godwin Mark Keil  | 7           | 6           |  |  |              |                          |                          |              |              |  |
|  |             | David Sherwood Tom Spinks    | David Sherwood Tom Spinks | 6           | 3           |  |  | 2            | Neville Godwin Mark Keil | Neville Godwin Mark Keil | 1            | 4            |  |
|  |             | Maurice Ruah André Sá        | 6                         | 3           | 6           |  |  |              | Maurice Ruah André Sá    | Maurice Ruah André Sá    | 6            | 6            |  |
|  | 4           | David DiLucia Paul Goldstein | 4                         | 6           | 3           |  |  |              |                          |                          |              |              |  |